# Julio Garro
Julio César Garro (La Plata, 12 febbraio 1972) è un politico e avvocato argentino, sindaco di La Plata per il PRO.

## Biografia
Il 25 ottobre 2015 è stato eletto con il 41,25% dei voti Sindaco di La Plata, per il partito Proposta Repubblicana (PRO). Fu confermato per un secondo mandato alle elezioni del 2019.